# 영락 17년 전투
영락 17년 (407년) 고구려의 광개토대왕이 5만 대군을 파견하여 후연군을 섬멸하고 전리품을 획득함과 동시에 성 몇개를 점령한 전투이다. 영락 17년 전투라는 명칭은 공식 명칭이 아니다

## 배경
고구려와 후연간의 관계는 매우 안좋았다. 400년 2월에 광개토왕의 고구려 주력군이 신라에서 왜군을 격퇴하고 있을 때 후연의 왕 모용성은 신성(新城)과 남소성(南蘇城)을 공격했고 402년 광개토대왕은 후연의 숙군성(宿軍城)을 공격하여 함락시켰다. 그리고 광개토대왕은 404년에 후연을 침략하여 정벌하였다. 후연이 다시 공격해오자 광개토왕이 405년 요동성, 406년 목저성(木抵城)에서 격파하여 요동 점령을 확고히 하였다. 광개토대왕은 또다시 5만 군대를 동원하여 후연 군대를 격파했다. 이것이 영락 17년 전투이다. 군사적으로 쇠퇴하고 나라가 어려워진 후연은 409년 멸망했다.

## 결과
막대한 전리품을 노획하고 돌아오는 길에 후연의 6개 성을 점령하였다. 후연을 견제하기 위하여 남연(南燕)과 우호관계를 맺었다

## 참고 문헌
- http://contents.history.go.kr/eh_kk/teach/notebook/data/07_d05.htm
- http://contents.history.go.kr/mobile/kc/view.do?levelId=kc_n100500
- https://encykorea.aks.ac.kr/Article/E0005057